# Rimbachzell
Rimbachzell är en kommun i departementet Haut-Rhin i regionen Grand Est (tidigare regionen Alsace) i nordöstra Frankrike. Kommunen ligger i kantonen Guebwiller som tillhör arrondissementet Guebwiller. År 2022 hade Rimbachzell 190 invånare.

## Befolkningsutveckling
Antalet invånare i kommunen Rimbachzell
| Referens: INSEE |